# Джо Метелик
Джо Метелик (англ. Joe Butterfly) — американська кінокомедія режисера Джессі Гіббса 1957 року.

## Сюжет
Американські солдати в окупованому Токіо плутаються з підступним маркетологом.

## У ролях
- Оді Мерфі — рядовий Джо Вудлі
- Джордж Нейдер — сержант Ед Кеннеді
- Кінен Вінн — Гарольд Гетеуей
- Кіеко Шіма — Чіеко
- Фред Кларк — полковник Е. Е. Фуллер
- Джон Агар — сержант Дік Мейсон
- Чарльз МакГроу — сержант Джим МакНалті
- Сінпей Шимазакі — Боку (маленький хлопчик)
- Рейко Гіґа — Фелс Токіо Рос
- Тацуо Сайто — Сакаяма (батько)
- Чізу Шимазакі — мати
- Герберт Андерсон — майор Фергюсон
- Едді Файрстоун — сержант Оскар Галік
- Френк Чейз — Саул Бернхайм
- Гарольд Гудвін — полковник Гоппер
- Вільям Віллінгем — солдат
- Берджесс Мередіт — Джо Метелик